# Імре Селло
Імре Селло (угор. Imre Szellő; 27 липня 1983, Сегед) — угорський професійний боксер, призер чемпіонату Європи серед аматорів.

## Аматорська кар'єра
Імре Селло завоював бронзові медалі на чемпіонаті Європи серед юніорів 1999 року і на чемпіонаті Європи серед молоді 2001 року, а також срібну медаль на чемпіонаті світу серед молоді 2000, програвши у фіналі Саллівану Баррера (Куба).
На чемпіонаті Європи 2006 здобув дві перемоги, а у чвертьфіналі програв Ісмаїлу Сіллаху (Україна).
На чемпіонаті світу 2007 програв у другому бою Артуру Бетербієву (Росія).
На Олімпійських іграх 2008 переміг Луїса Гонсалеса (Венесуела) і програв у чвертьфіналі Тоні Джеффрісу (Велика Британія) — 2-10.
На чемпіонаті світу 2009 і чемпіонаті Європи 2010 програв у першому бою.
На чемпіонаті Європи 2011 завоював бронзову медаль.
- В 1/8 фіналу переміг Обеда Мбваконго (Англія) — RSCH 2
- У чвертьфіналі переміг Канера Сояк (Туреччина) — 13(+)-13
- У півфіналі програв Джо Ворду (Ірландія) — 8-18

На чемпіонаті світу 2011 програв у другому бою Олександру Гвоздику (Україна).

## Професіональна кар'єра
2014 року Імре Селло перейшов до професійного боксу. Маючи рекорд 24-0 (16КО) 19 жовтня 2019 року вийшов на бій за титул «тимчасового» чемпіона WBA у важкій вазі проти Ріада Мері (Бельгія) і програв нокаутом у сьомому раунді.